# جون دبليو. غيتس
جون دبليو. غيتس (بالإنجليزية: John W. Gates)‏ هو سياسي أمريكي، ولد في 18 أغسطس 1872، وتوفي في 8 أبريل 1966. حزبياً، نشط في الحزب الجمهوري. وقد انتخب عضو جمعية ولاية نيويورك وانتخب عضو مجلس ولاية نيويورك.